# Bioluminescência

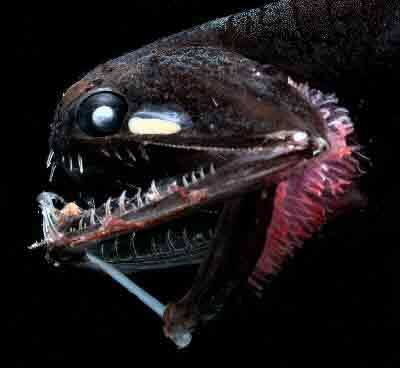
Peixe bioluminescente do gênero Photostomias.

Bioluminescência é a produção de luz por organismos vivos. É uma característica homoplástica, isto é, surgiu independentemente diversas vezes na história evolutiva da vida. É um caráter que ocorre com frequência em vertebrados e invertebrados marinhos, mas também em  fungos e insetos, como os vaga-lumes. Entretanto, os primeiros organismos a adquirirem a bioluminescência foram as bactérias, e a simbiose entre bactérias e animais é o que possibilita a emissão de luz de grande parte dos metazoários bioluminescentes.
De maneira geral, o mecanismo por trás da bioluminescência envolve uma molécula capaz de emitir luz e uma enzima, denominadas luciferina e luciferase, respectivamente. A luz é emitida quando a luciferina é oxidada, sendo esta reação catalizada pela luciferase.
Dentro dos vertebrados, os únicos grupos que possuem representantes bioluminescentes são as classes Condrichthyes e os  Actinopterygii, e esta característica está presente em 52 e 1510 espécies, respectivamente. A primeira classe apresenta bioluminescência intrínseca ao passo que a segunda possui bioluminescência intrínseca e por simbiose com bactérias. Dentro desses táxons, este mecanismo está presente principalmente em espécies que habitam as profundezas oceânicas e está envolvido em funções como camuflagem,  predação, e  comunicação.

## Evolução da bioluminescência
A bioluminescência está presente em diversos grupos de seres vivos (bactérias, protistas, cnidários, ctenóforos, cefalópodes, tunicados, insetos e peixes) desempenhando diferentes funções, cada qual adaptada ao modo de vida do organismo que a possui. Estando presente em táxons tão diferentes, é intuitivo pensar que a bioluminescência não tenha surgido uma única vez na história evolutiva. Em outras palavras, não existiu um ancestral comum de todos esses seres capazes de emitir luz. Tal processo de aquisição de caracteres iguais em processos evolutivos diferentes é chamada de homoplasia. Mesmo dentre os vertebrados (Chondrichthyes e Actinopterygii) a bioluminescência - intrínseca e simbiótica -  surgiu diversas vezes na história evolutiva dessas linhagens, sendo também homoplástica. Esse caráter foi adquirido cerca de 27 vezes dentro dos teleosteos, e está presente em cerca de 42 famílias de peixes ósseos. Na linhagem de Chondricthyes, parece ter surgido apenas 3 vezes.
Devido à presença de uma molécula que é oxidada, é provável que o conjunto de genes que possibilita a formação desta molécula surgiu apenas uma vez dentro das bactérias bioluminescentes. Entretanto, a associação entre peixes e bactérias em seus órgãos simbiontes parece ter surgido diversas vezes.
Saber a função que a produção de luz apresenta permite interpretar e entender o efeito evolutivo e os fatores de seleção que geraram pressões sobre esta característica. Porém, mesmo em laboratório controlado, é relativamente difícil de deduzir todas suas utilidades em um cenário ecológico.

## Mecanismos bioquímicos da bioluminescência
A bioluminescência pode ser caracterizada como a formação química de luz por seres vivos. Entretanto, em vertebrados capazes de emitir luz, esta pode ser produzida, através de reações químicas, por bactérias que vivem dentro de órgãos especializados ou por estruturas que contém células do próprio organismos. Abaixo estão os mecanismos que produzem luz nas duas situações.

### Bioluminescência simbiótica

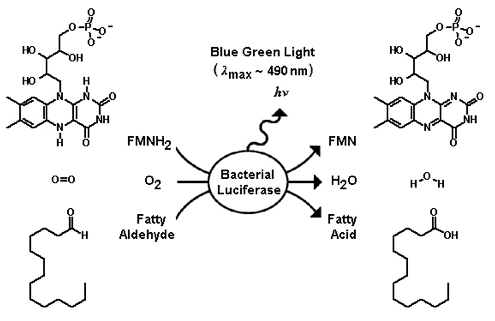
Reação de bioluminescência em bactérias

A grande maioria de bactérias bioluminescentes precisam do mar ou outras condições salinas para viver, e estão presentes em todas as profundidades oceânicas. A luminescência bacteriana é frequentemente constante, uma vez que utiliza continuamente o oxigênio e luciferase presentes para oxidar dois substratos, a flavina mononucleotídeo (FMNH2) e aldeído alifático de cadeia longa (RCHO) - essa reação está sendo mostrada na figura ao lado. O aldeído é consumido durante a reação, mas é constantemente sintetizado pela bactéria, resultando em seu brilho constante. O brilho máximo coincide com um máximo de síntese de luciferase e, experimentalmente, o início de sua síntese depende da presença de um auto indutor no meio de cultura dessas bactérias. Muitos peixes desenvolveram órgãos nos quais essas bactérias são "armazenadas" aproveitando, assim, sua capacidade luminosa. Todas as linhagens de bactérias simbióticas podem ser incluídas no gênero Photobacterium.

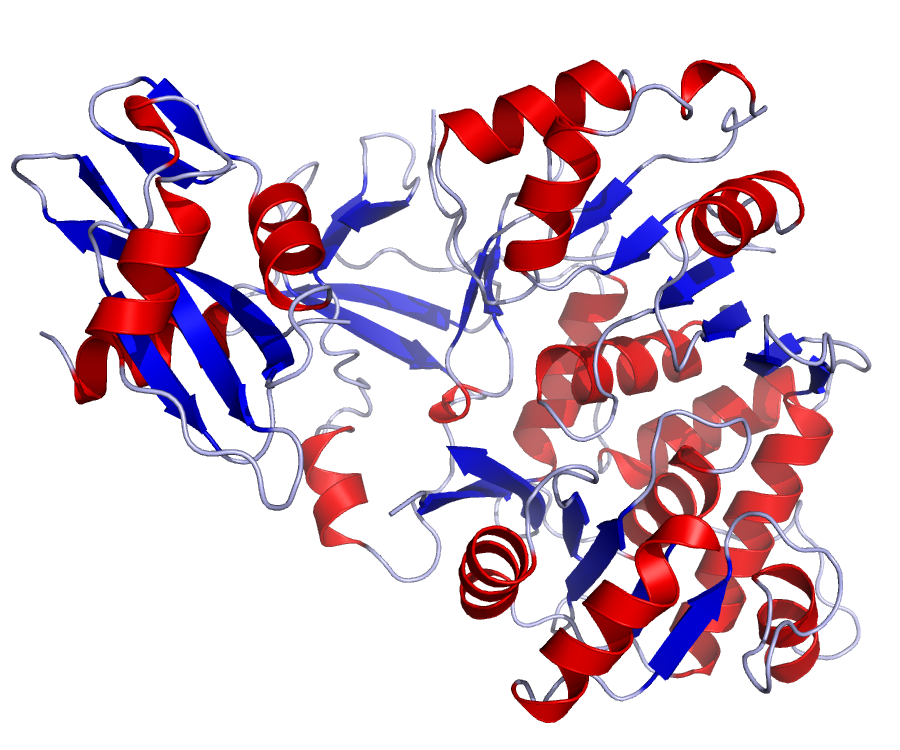
Exemplo de estrutura proteica da enzima luciferase

A maior parte de peixes costeiros luminosos utilizam bactérias (famílias Leiognathidae, Eretmophoridae, Acropomatidae, Steindachneriidae, Trachicthyidae, Monocentridae, Anomalopidae e alguns Apogonidae). Sistemas bacterianos também estão presentes nos peixes oceânicos em todas as profundidades: bentopelágicos (Macrouridae), mesopelágicos  (Opisthoproctidae) e batipelágicos (Lophiiformes). Na maioria dos peixes as bactérias estão associadas com 1 ou 2 divertículos intestinais. Nos Anomalopidae e Monocentridae, entretanto, cada peixe tem um par de órgãos bacterianos bem abaixo dos olhos e na maxila inferior, respectivamente. A outra exceção são os Lophiiformes que mantém as bactérias em um orgão luminoso na ponta de um raio de nadadeira dorsal modificado. Todos os órgãos bacterianos se abrem para o exterior, seja através de um poro, ou para o lúmen intestinal.
Animais que utilizam bactérias luminosas têm certo problema para contê-las, uma vez que estas devem permanecer restritas ao orgão de simbiose e ser impedidas de se espalharem indiscriminadamente pelo resto do corpo do organismo. Algumas linhagens simbióticas produzem antibióticos para controlar eventuais contaminações. Uma das questões mais importantes na luminescência por simbiose é que cada geração deve ter seu órgão bacteriano re-contaminado com a linhagem correta de bactérias. Essa questão apresenta pouca dificuldade para os órgão associados ao intestino, porém os mecanismos de infecção utilizados por Lophiiformes ainda são desconhecidos.

### Bioluminescência intrínseca
A luminosidade intrínseca ocorre graças aos órgãos produtores de luz que certos peixes possuem, conhecidos como fotóforos. Estes órgãos possuem células especializadas na produção de luz, os fotócitos que, ao receberem um impulso nervoso, liberam a luciferase para uma câmara de reação contendo luciferina. Em algumas espécies a liberação de luciferase ocorre de maneira contínua, sem a necessidade de um impulso nervoso precursor, mas sim através de difusão. Os fotóforos de peixes são frequentemente altamente modificados e adaptados para controlar não apenas a intensidade de luz, mas também sua distribuição angular, de acordo com alguma função em particular.

Reação de Bioluminescência da Coelenterazina

Este tipo de emissão de luz é caracterizado por reações químicas do próprio organismo, e não de algum simbionte. Esses peixes conseguem sua luminosidade através de diversos tipos de luciferinas, como a Coelenterazina, Cypridina, ou outros emissores de luz ainda não caracterizados.
As vias metabólicas de produção de luciferinas/luciferases ainda são relativamente desconhecidas nos seus detalhes, principalmente nos fotóforos de vertebrados. Apesar disso, a reação que emite luz visível é bem entendida. Utilizando a Coelentarina como exemplo na figura a seguir, podemos observar que a luciferase catalisa a descarboxilação da Coelenterazina, que passa por um intermediário excitado, que ao relaxar emite luz e é convertido em Coelenteramida e gás carbônico.
Abaixo está um tabela comparando alguns aspectos dos órgãos bacterianos e dos órgãos intrínsecos, responsáveis pela bioluminescência:
| Órgãos bacterianos                | Órgãos intrínsecos                                   |
| --------------------------------- | ---------------------------------------------------- |
| Restrito a algumas lulas e peixes | Amplamente distribuídos                              |
| 1 ou 2 por espécie (nunca >4)     | Frequentemente numerosos (milhares em alguns peixes) |
| Sempre abertos para o exterior    | Frequentemente fechados                              |

## Diversidade da Bioluminescência em Vertebrados
As zonas mesopelágicas (200-1000m de profundidade) e batipelágicas (1000-4000m) são o principal habitat de organismos bioluminescentes. Nesse ambiente, onde não há luz, a bioluminescência desempenha diversas funções como predação, defesa contra predadores e comunicação. Dentre os vertebrados que habitam as profundezas do oceano, representados apenas pelos peixes, cerca de 70% dos Actinopterygii possuem bioluminescência. Em contrapartida, apenas cerca de 6% dos Condrichthyes possuem essa capacidade.

### Diversidade em Chondrichthyes
Os Condrichthyes são divididos em duas subclasses: Holocephali e Elasmobranchii. A subclasse Elasmobranchii é dividida em Selachimorpha e Batoidea, o primeiro representado pelos tubarões e o segundo pela raias.  Apesar de nenhuma espécie de Holocephali possuir bioluminescência, o mecanismo surgiu pelo menos três vezes, independentemente, nos peixes cartilaginosos. Uma das origens é em uma espécie basal de Batoidea e os outros dois surgimentos se deram na linhagem dos Selachimorpha. Ao total, existem 51 espécies de Condrichthyes com bioluminescência. Devido ao difícil acesso, capacidade limitada de experimentação e baixa densidade de organismos em grandes profundezas marinhas, muitas lacunas no conhecimento da diversidade e papeis ecológicos da bioluminescência em peixes cartilaginosos ainda precisam ser preenchidas. Entretanto, um dos principais pesquisadores nesse tema, Jérôme Mallefet está escrevendo uma revisão que sintetiza informações de 10 anos de trabalho, e se chamará “Ten years of shark luminescence study: a synthesis.” 

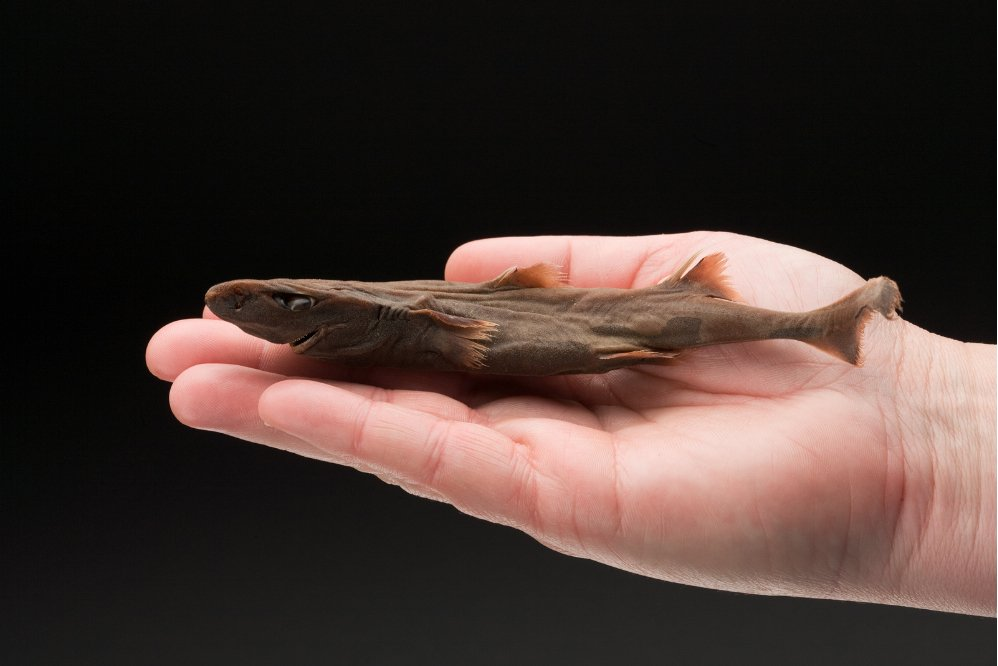
Etmopteridae: Etmopterus perryi

Não existem evidências de luminescência simbiótica dentro dos Condrichthyes, sendo este tipo de bioluminescência frequentemente observada em peixes ósseos. Todas as espécies de peixes cartilaginosos apresentam a luminescência de forma intrínseca. Pouco se sabe sobre esta característica na espécie basal de Batoidea, sendo a diversidade de bioluminescência melhor caracterizada em Selachimorphas, ou tubarões, devido principalmente aos importantes trabalhos do já citado Jérôme Mallefet.
A bioluminescência intrínseca apareceu independentemente em duas famílias de tubarões: os Etmopteridae, denominados “tubarões-lanterna” e os Dalatiidae, tubarões de tamanho reduzido (menos de 1 metro) conhecidos como “esqualos” ou “gatas-lixa”.

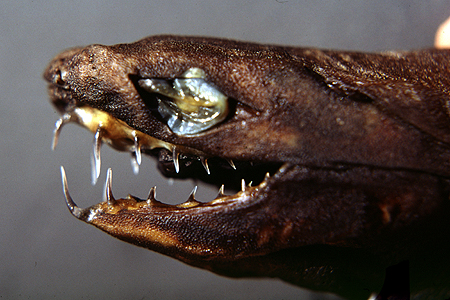
Etmopteridae: Trigonognathus kabeyai

Os Etmopteridae, que geralmente vivem em grupo, irradiaram a 90 milhões de anos atrás, ocupando os nichos vagos das águas profundas. Essa família pode ser dividida em 5 gêneros, todos possuindo bioluminescência. Abaixo estão os gêneros e o número de espécies bioluminescentes:
- Aculeola: 1 espécie

- Centroscyllium: 7 espécies
- Etmopterus: 31 espécies
- Miroscyllium: 1 espécie
- Trigonognathus: 1 espécie [13]

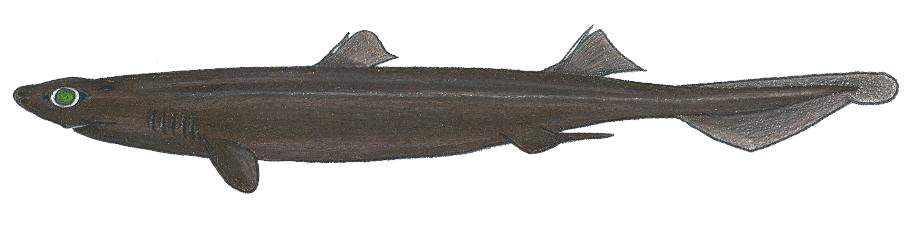
Etmopteridae: Centroscyllium granulatum

Os Dalatiidae, espécies de predadores pelágicos solitários que migram diariamente na coluna d’agua, irradiaram a 65 milhões de anos, logo após a grande extinção do Cretáceo, a mesma que extinguiu os dinossauros. Dos 7 gêneros que compõe essa família, 6 possuem bioluminescência. O outro gênero, Mollisquama, só possui a espécie Mollisquama parinii, com apenas 1 indivíduo encontrado, sendo sua bioluminescência não confirmada. Os outros 6 gêneros, e o número de espécies, são:

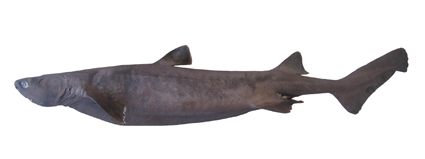
Dalatiidae: Dalatias licha

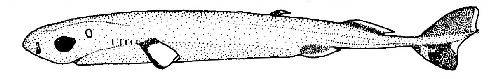
Dalatiidae: Euprotomicrus bispinatus

- Dalatias: 1 espécie
- Euprotomicroides: 1 espécie
- Euprotomicrus: 1 espécie
- Heteroscymnoides: 1 espécie
- Isistius: 3 espécies
- Squaliolus: 2 espécie[13]

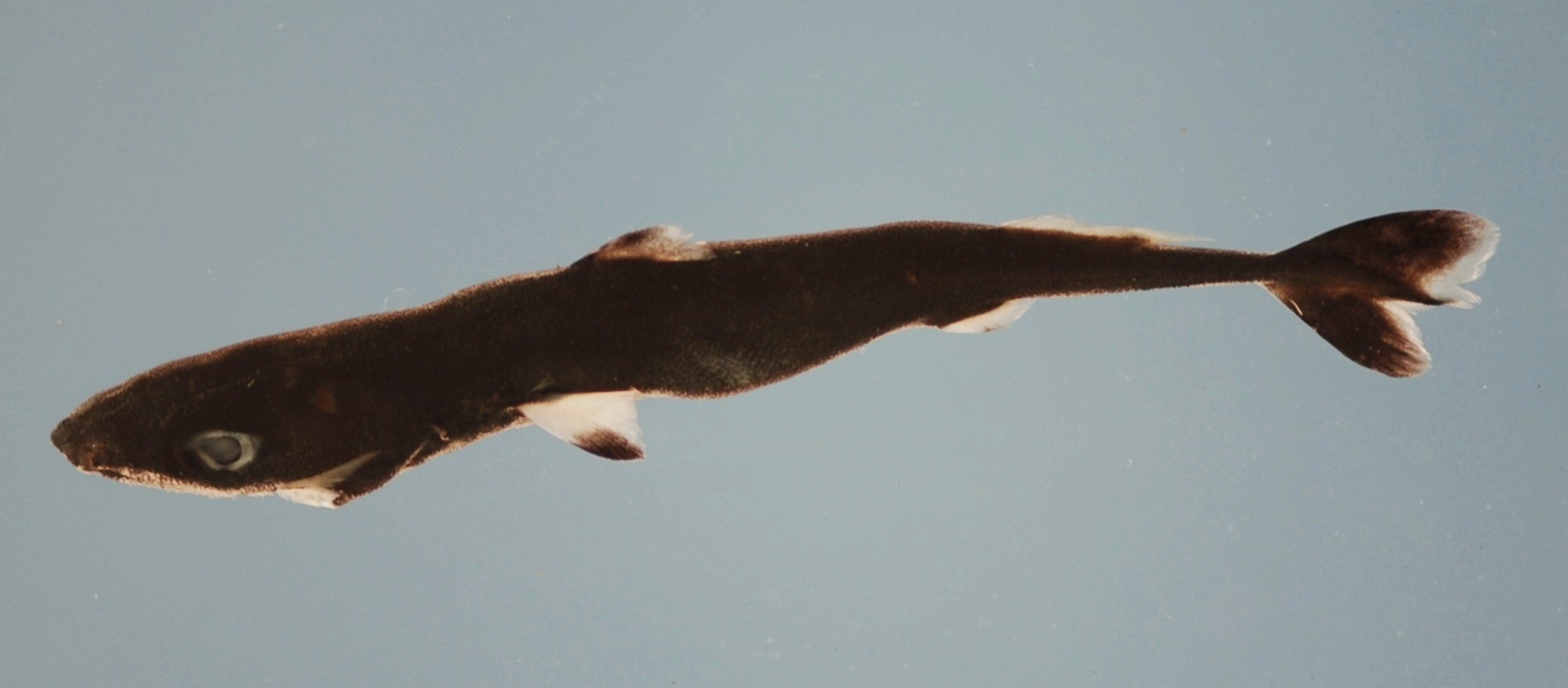
Dalatiidae: Squaliolus laticaudus

Em tubarões os fotóforos são extremamente pequenos, variando em média entre 100 e 150µm. Nesses animais, essas estruturas são formados basicamente por células, lentes e bainhas pigmentadas, sendo que o número desses componentes varia entre táxons. Os fotóforos estão presentes aos milhares nos tubarões bioluminescentes, e sua disposição varia entre os Dalatiidae e os Etmopteridae. Os Dalatiidae os possuem por todo corpo, com uma considerável maior densidade no ventre, diminuindo gradualmente até o dorso. Em Etmopteridae, o padrão de fotóforos é mais complexo, e algumas espécies possuem tais estruturas no ventre, na lateral e até nas pálpebras.

### Diversidade em Actinopterygii

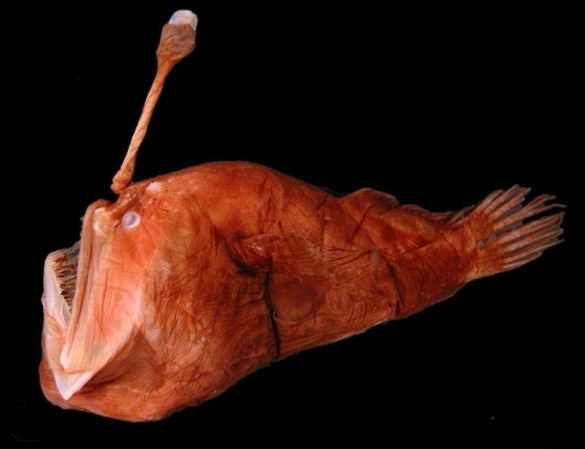
"Anglerfish" peixe de profundezas conhecido pela sua estrutura bioluminescente

A bioluminescência em osteichthyes é presente apenas nos actinopterygii , não sendo encontradas nos sarcopterygii (peixes com nadadeiras lobadas e tetrapodas). Segundo estudos mais antigos, dentro dos Actinopterygii, a bioluminescência pode ser encontrada em 11 ordens diferentes, porém desde que tais pesquisas foram feitas houve mudanças na classificação dos Actinopterygii. Existe um estudo mais recente que utiliza outra abordagem, valendo-se de dados moleculares para tentar compreender a evolução da bioluminescência nos peixes.

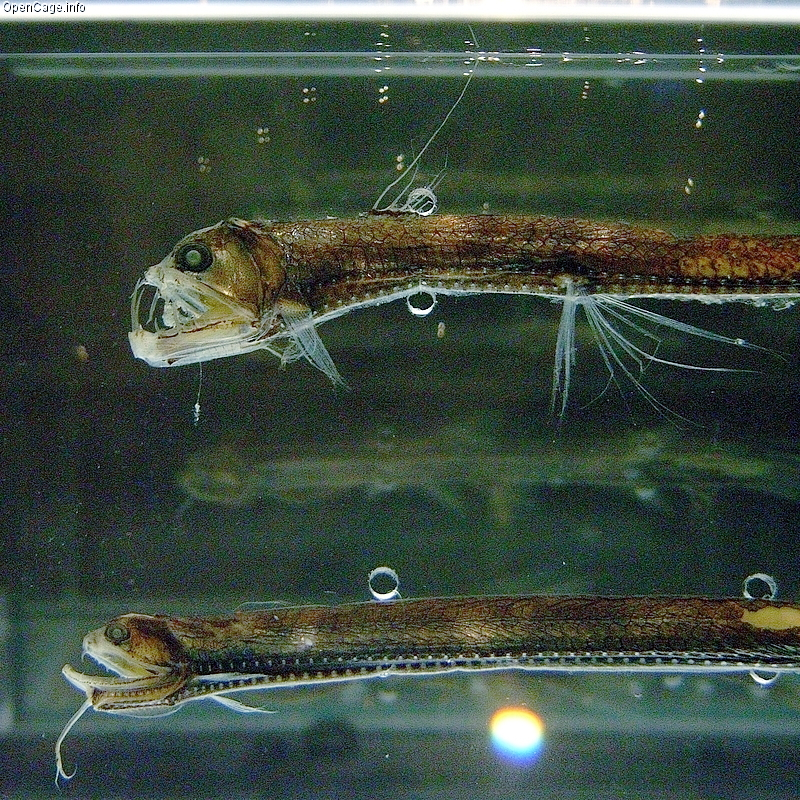
Chauliodus sloani espécie bioluminescente

A bioluminescência em peixes com nadadeiras raiadas é encontrada em aproximadamente 1510 espécies, podendo ser por simbiose com bactérias (aproximadamente 725 espécies) ou intrínseca (aproximadamente 785 espécies). Esta característica surgiu independentemente nos actinopterygii, 27 vezes, sendo 17 dessas por simbiose. As aparições de bioluminescência nesse grupo surgiram no período inicial do Cretáceo (150 milhões de anos atrás).
Bioluminescência Extrinsica (Simbiótica)
* Acanthuriformes 243 espécies 
- Acropomatiformes 30 espécies
- Gobiiformes 35 espécies
- Beryciformes 90 espécies
- Gadiformes 261 espécies
- Argentiniformes 22 espécies

- Clupeiformes 2 espécies

Bioluminescência Intrínseca
- Batrachoidiformes 14 espécies
- Myctophiformes 255 espécies
- Stomiiformes 426 espécies
- Alepocephaliformes 60 espécies

Ambos
- Aulopiformes 50 espécies

Origem Desconhecida
- Scombriformes 10 espécies

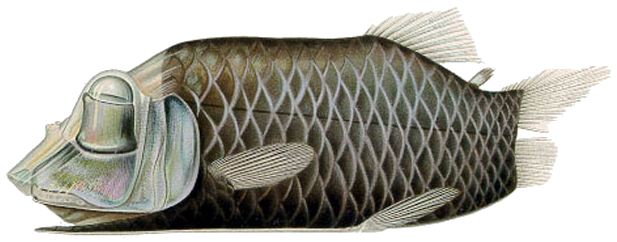
Opisthoproctus soleatus da ordem Argentiniformes que possui bioluminescência na região ventral

Lampanyctodes hectoris da ordem Myctophiformes. A seta de número 8 aponta para fotóforos

- Anguilliformes 12 espécies simbióticas e outra ainda desconhecidas.

A maior parte dos Actinopterygii bioluminescentes são principalmente das zonas mesopelágica e batipelágica. Os peixes da ordem Stomiiformes, por exemplo, são em sua maioria pelágicos e se encontram nas zonas mesopelágica e batipelágica.

## Funções da Bioluminescência em Vertebrados
Dentre as funções da bioluminescência em vertebrados temos:

### Camuflagem

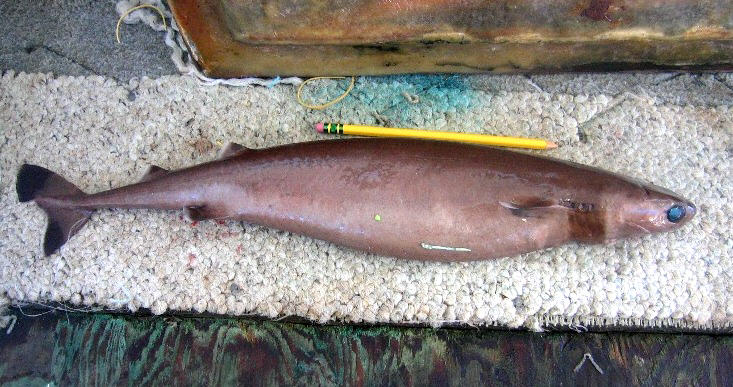
Isistius brasiliensis

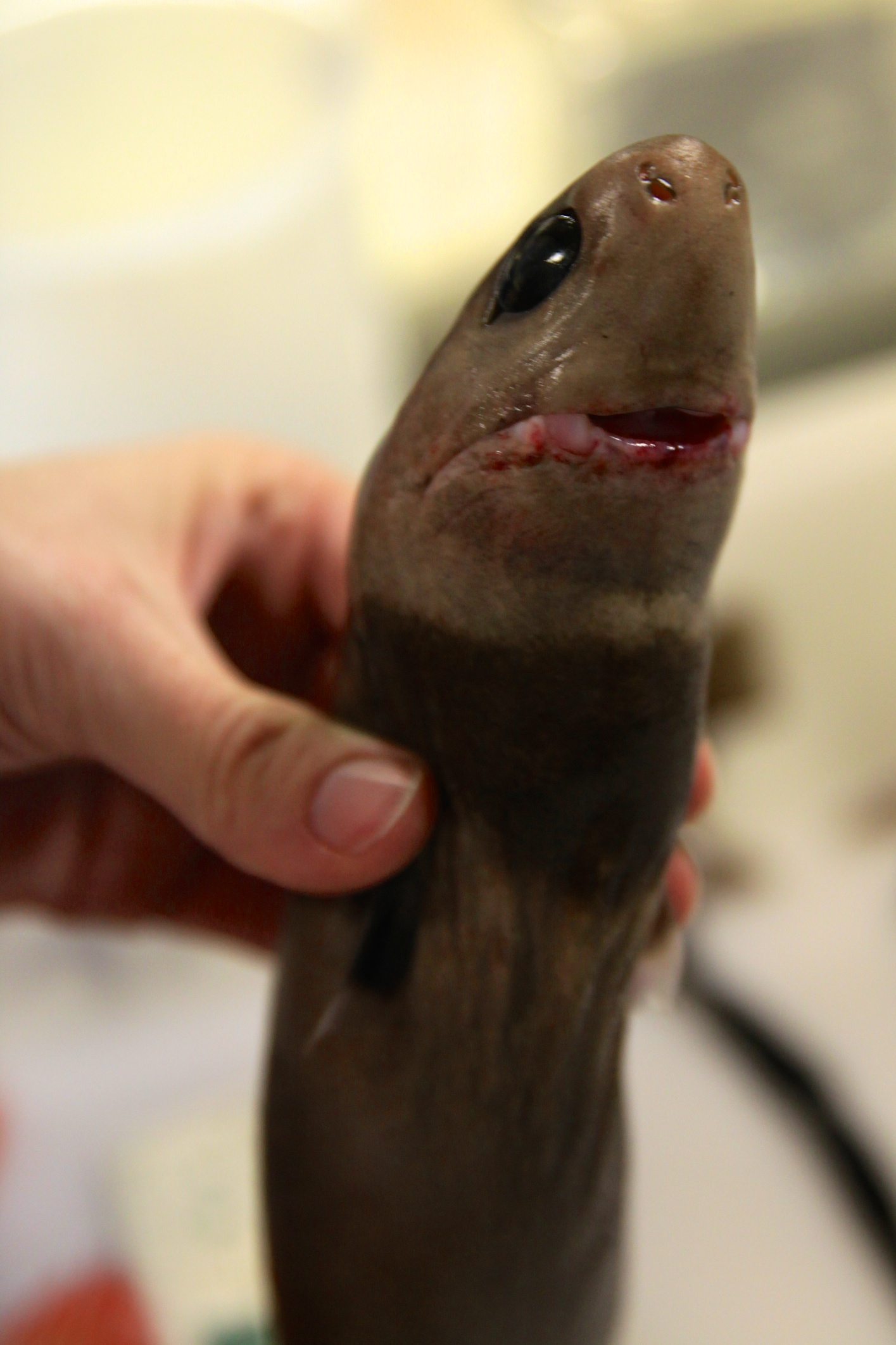
Detalhe do colarinho escuro de Isistius brasiliensis

Um bom exemplo de camuflagem é o da espécie de tubarão da fauna brasileira Isistius brasiliensis ou tubarão-charuto, que possui um colarinho escuro logo atrás da cabeça e fotóforos por toda região ventral. São conhecidos em inglês como cookiecutter (tradução livre para cortador de biscoitos) devido à forma de alimentação que consiste em arrancar, do corpo de animais maiores, nacos de pele e carne de formato circular. Indivíduos dessa espécie atraem suas presas pairando na coluna d'água e excitando seus fotóforos. A luz emitida pelos fotóforos se confunde com a luz que incide sobre a superfície d'água e o colarinho escuro parece imitar a silhueta de um peixe. Quando a presa do tubarão-charuto se aproxima na intenção de capturar o suposto peixe, o tubarão se adere ao flanco do animal e utiliza seu aparelho bucal para arrancar um pedaço de carne.
Os peixes da família Leiognathidae e os peixes-lanterna (família Myctophidae) utilizam seus fotóforos, presentes na região ventral do corpo, para se camuflar no ambiente. Os representantes desses grupos conseguem moldar a intensidade luminosa da sua silhueta para combinar com a intensidade do meio, dificultando sua visualização.

### Predação

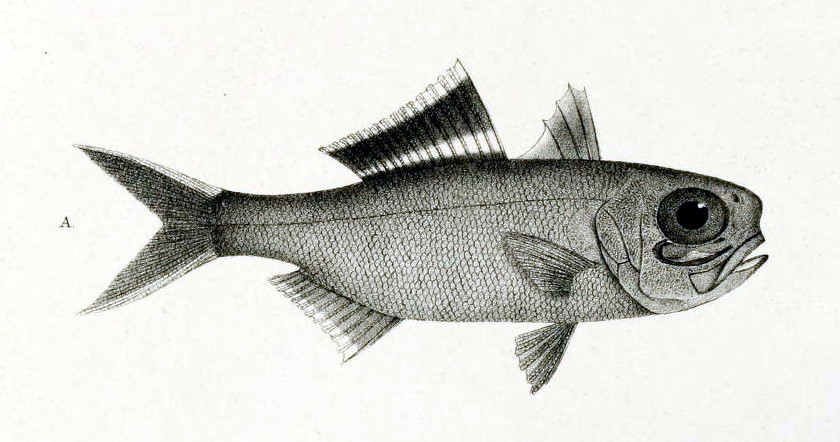
Anomalops katoptron peixe da ordem Beryciformes citado no texto.

No grupo Anomalopidae, temos exemplos interessantes de uso da bioluminescência. A especie Anomalops katoptron, na presença de suas presas planctônicas, aumentam a frequência de aberturas e fechamentos do órgão emissor de luz. Os pesquisadores interpretaram esse comportamento como uma forma de iluminar o meio, para melhorar a eficiência da predação. Já a especie Siphamia versicolor possuí fotóforos na região ventral do corpo, e, com a projeção de sua mandíbula unida à ativação dos fotóforos, essa espécie iluminam o substrato onde forrageiam por presas.
Os Stomiiformes, em inglês chamados de dragonfishes (tradução livre para peixes-dragão), compreendem uma ordem com grande predominância de bioluminescência, e seu representante mais famoso é o Peixe Diabo. Este possui um fotóforo em uma estrutura acima da cabeça, um bulbo luminoso sustentado por um pedúnculo - se assemelhando a uma vara de pescar ao qual utiliza para atrais presas.

Malacosteus niger espécie citada no texto

Os gêneros Aristostomias , Pachystomias e Malacosteus  (este ultimo é um Stomiiformes) emitem luz vermelha através de um fotóforo suborbital. Os Malacosteu possuem pigmentos que captam melhor o comprimento de onda do vermelho. A reflexão da luz vermelha emitida nas presas e a captação eficiente desse comprimento de onda auxilia na detecção das presas, funcionando como uma espécie de visão noturna.  Os Malacosteus niger, por exemplo, possuem fotóforos que produzem duas frequências de luz diferentes, os fotóforos atrás do olho produzem uma luz azul e os de baixo do olho produzem uma luz vermelha, assim a luz vermelha fica mais evidente.
Na ordem Beryciformes, o fotóforo é abaixo dos olhos, e é utilizado na atração de presas e na comunicação entre indivíduos desta espécie.

### Comunicação
A luz também pode servir para a comunicação, os já citados peixes-lanterna, por exemplo, utilizam os fotóforos laterais do corpo para reconhecimento da espécie
Algumas espécies da ordem Beryciformes, também utilizam a bioluminescência para comunicação.